# Museo Leeum

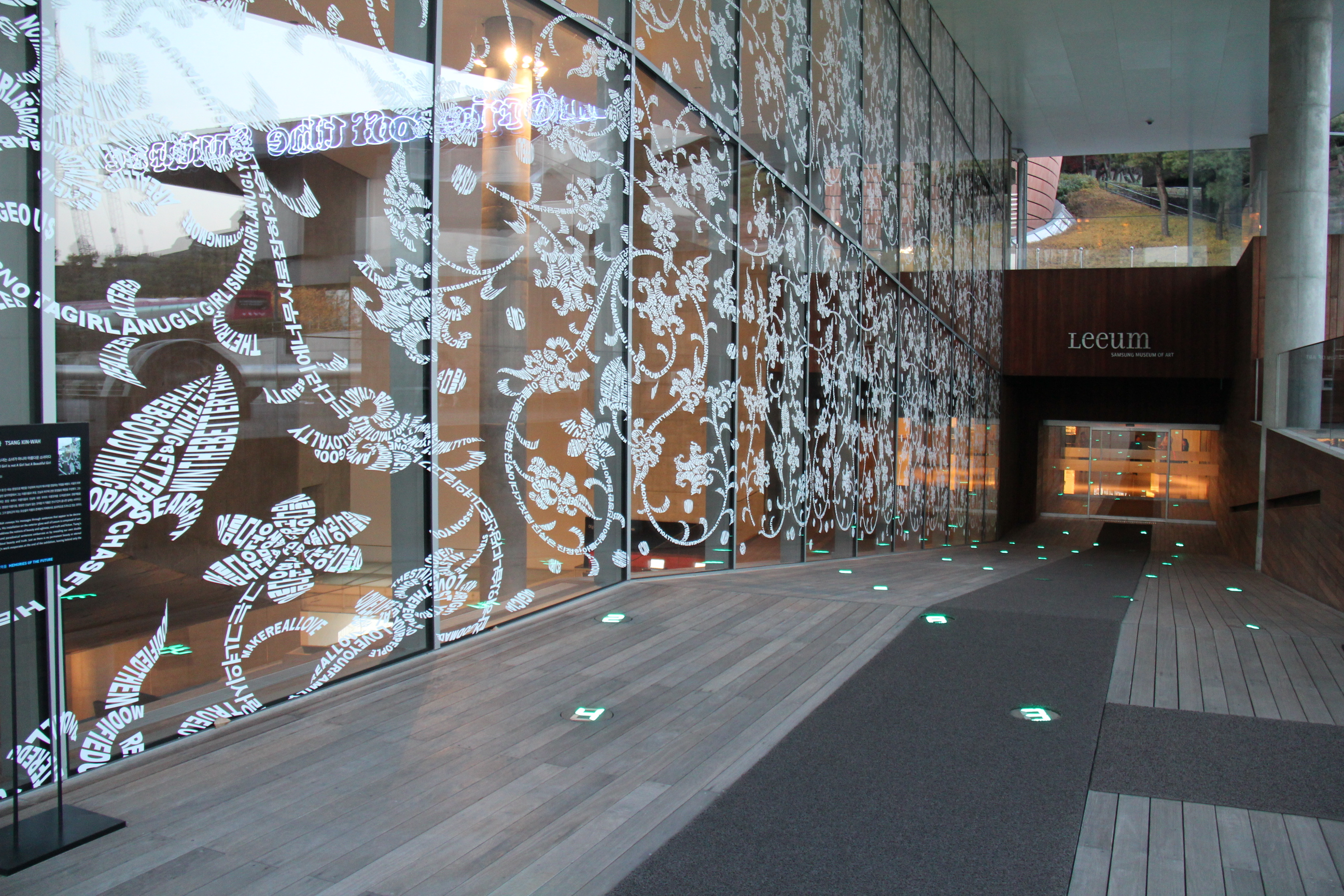
Museo Leeum
Hangul - 삼성미술관 리움

El Museo Leeum, o Leeum, Samsung Museo de Arte, es un museo en Yongsan-gu, Seúl, Corea del Sur, dirigido por la Fundación Samsung de Cultura. Se compone de dos partes que albergan el arte tradicional Coreano y el arte contemporáneo. Museo 1 ha sido diseñado por el arquitecto suizo Mario Botta y el Museo 2 es por el arquitecto francés Jean Nouvel y el arquitecto holandés Rem Koolhaas diseñó la Educación y Cultura Child Center Samsung.

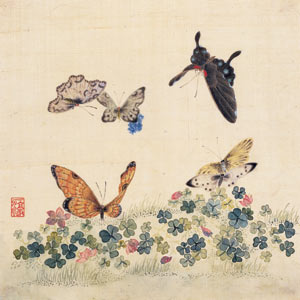
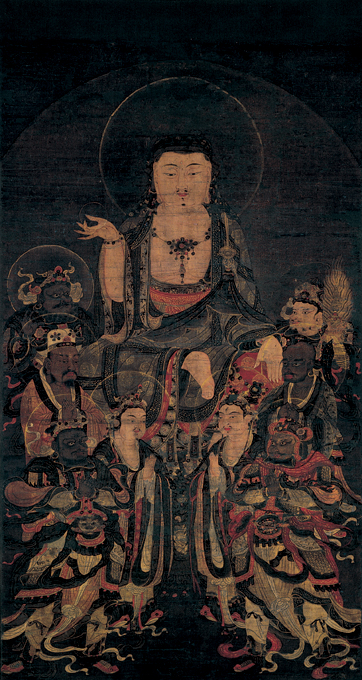
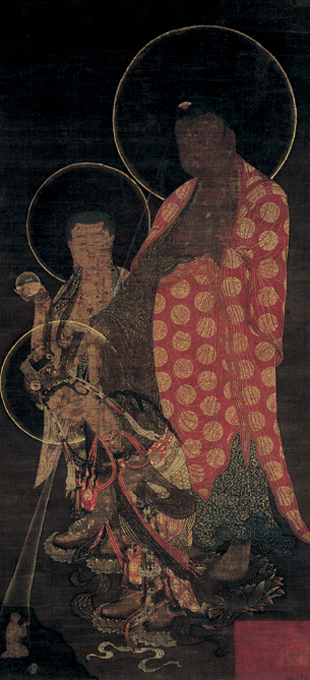
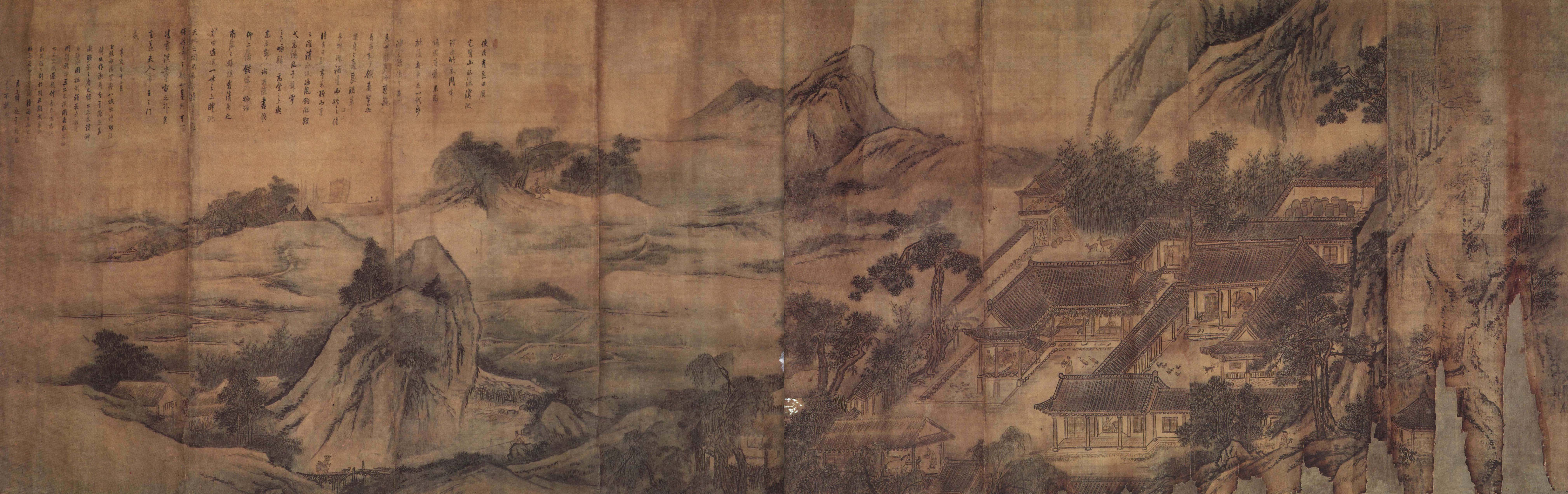